# جايدن براف
جايدن براف (مواليد 31 أغسطس 2002) هو لاعب كرة قدم هولندي يلعب في مركز المهاجم في نادي بوروسيا دورتموند.